# Julián Rodríguez Cosme
Julián Rodríguez Cosme (Huaral, Lima, Perú, 1971) es un escritor, abogado, politólogo, director de cine y compositor peruano. Es un escritor que pertenece a la literatura contemporánea y que exhibe una apreciable propuesta narrativa. Posee un estilo directo no exento de registros diversos y matizados y de interés, porque sus obras no excluyen la variedad temática que pueden explorar sus historias y demás creaciones. Destaca por el empleo de una prosa fluida y tersa que permite al lector acceder a la comprensión cabal, tanto del tema como de la estructura de sus relatos. 

## Trayectoria
Es novelista, cuentista, poeta, guionista, director de cine y compositor peruano. Premio Nacional de Novela. Nació en Huaral (Lima, Perú) el 30 de mayo de 1971. Es abogado de profesión —un jurista que destaca también en el campo del Derecho—, especialista en Derecho Penal y de Familia. Posee una maestría en Ciencias Penales por la Universidad San Martín de Porres. Es un politólogo que tiene intereses marcados en la política de su país con estudios en Democracia y Políticas Públicas por la Universidad Autónoma de Barcelona; Gestión Pública por la Universidad Peruana de Ciencias Aplicadas (UPC) y Diseño de Políticas Públicas por la Pontificia Universidad Católica del Perú (PUCP).
En el campo de la literatura y las letras estudió Narrativa y Poesía en el Centro Cultural de la Universidad “Federico Villarreal” y Redacción en la Escuela de Periodismo “Jaime Bausate y Meza”. 
Es un escritor que pertenece a una de las últimas generaciones de narradores peruanos. Aquella literatura influenciada por la migración masiva del campo a la ciudad y el consecuente desarrollo urbano. Su narrativa es, por tanto, de carácter urbano, aunque en su novela  Tragedia en los Andes existe una mezcla de indigenismo. No obstante, pertenece a la corriente literaria denominada como Realismo Urbano, pues incorpora en sus obras literarias el lenguaje de los jóvenes de las grandes ciudades. 
Su primer trabajo literario El temerario, un libro de cuentos publicado por la editorial San Marcos, fue considerado dentro de los Volúmenes Notables del «Panorama libresco 2009», publicado por el diario El Comercio. Sus cuentos y poesías han aparecido en antologías nacionales e internacionales.
Es socio activo de la Asociación Peruana de Autores y Compositores (APDAYC). En el 2012 obtuvo el I Premio Nacional Educart de Novela. En el año 2000 obtuvo el premio “Revelación Poeta 2000”.
Ha participado en Encuentros y ferias de libros nacionales e internacionales como las de Lima, Buenos Aires y Guadalajara.
En el ámbito cinematográfico, ha escrito y dirigido el cortometraje Rosas y Pistolas. Actualmente, está embarcado en su primer largometraje, Valentina, apunta y dispara, que se encuentra en fase de preproducción.

## Obras literarias
- 	El temerario  (cuentos, Editorial San Marcos, Lima, Perú)
- 	El paisaje de tu cuerpo  (poemario, Qilqana, Lima, 2009)
- 	Tragedia en los Andes  (novela, Editorial San Marcos, Lima, 2011)
- 	Rosas y pistolas  (cuentos, relatos y crónicas, Editorial Pasacalle, Lima, 2011)
- 	El sabor del primer beso  (novela, Editorial Crecer, Lima, 2012 )
- 	Aromas de café  (poemario, Sic Editorial, Colombia, 2012)
- 	Bonita  (poemario, Qilqana, Perú, 2014)
- 	Catatumbo  (cuentos, Dunken, Argentina, 2015)
- 	Un quijote en el colegio (novela, Crecer, Perú, 2016)
- 	Mi papá es un ninja (novela, Qilqana, Perú, 2019)

## Filmografía
- 	Rosas y pistolas  (Cineaura Studios, Lima, Perú, 2024)

## Discografía
- 	Entre la verdad y el sueño (Keops Records, Lima, Perú, 2000)
- 	Híbrido  (Qilqana Records, Lima, Perú, 2008)

## Premios, distinciones y otros
- 2012: Premio Educart de Novela en su I edición, por El sabor del primer beso.[1]

- 2000: Premio Revelación Poeta 2000.
- El 22 de febrero del 2012 el Gobierno Regional de Lima brindó reconocimiento a su trayectoria literaria.

- En noviembre de 2016, la Municipalidad Provincial de Huaral (lugar donde nació), brindó reconocimiento en vida a su trayectoria literaria y lo premió por el aporte intelectual a la literatura local, nacional e internacional.